# فرانكشتاين (فلم 2025)
فرانكشتاين (بالإنجليزية: Frankenstein) هو فيلم دراما وخيال علمي أمريكي قادم من كتابة وإخراج غييرمو ديل تورو، يستند إلى رواية ماري شيلي لعام 1818 "فرانكشتاين أو إله النار الجديد". الفيلم من بطولة أوسكار إسحاق، جاكوب إلوردي، ميا جوث، فيليكس كاميرير، لارس ميكلسن، ديفيد برادلي، تشارلز دانس، وكريستوف والتز. من المقرر إصداره على منصة نتفليكس في نوفمبر 2025.

## تمهيد
تدور أحداث الفيلم في أوروبا الشرقية في القرن التاسع عشر، حيث يتوجب على الدكتور بريتورياس (كريستوف فالتز) أن يعثر على وحش فرانكنشتاين (جاكوب إلوردي) — الذي يُعتقد أنه توفي في حريق قبل 40 عامًا — من أجل مواصلة تجارب الدكتور فيكتور فرانكنشتاين (أوسكار إسحاق).

## طاقم التمثيل
- أوسكار إسحاق في دور فيكتور فرانكنشتاين.
- كريستيان كونفيري في دور فيكتور الشاب.
- جاكوب إلوردي في دور وحش فرانكشتاين.
- ميا جوث في دور إليزابيث لافينزا: خطيبة فيكتور.
- كريستوف والتز في دور الدكتور بريتوريوس.
- فيليكس كاميرير في دور ويليامز.
- لارس ميكلسن في دور الكابتن أندرسون.
- ديفيد برادلي في دور الرجل الأعمى.
- تشارلز دانس
- رالف إينيسون في دور البروفيسور كمبري.[4]

## الإصدار
من المقرر إصدار فيلم "فرانكشتاين" على منصة نتفليكس في نوفمبر 2025.